# Шабалов, Александр Анатольевич
Алекса́ндр Анато́льевич Шаба́лов (род. 12 сентября 1967, Рига) — американский (ранее советский и латвийский) шахматист, гроссмейстер (1991).
Четырежды побеждал на чемпионатах США (1993 вместе с А. Ермолинским; 2000/2001 вместе с Дж.Бенджамином и с Я. Сейраваном; 2003/2004 и 2007)
Участник ряда Всесоюзных турниров молодых мастеров, в том числе в 1988 — 3-5-е место. Лучшие результаты в международных соревнованиях: Юрмала (1987) — 9-12-е; Белград (1988) — 16-45-е; Москва (1989) — 51-77-е места.

## Изменения рейтинга
| Графики недоступны из-за технических проблем. См. информацию на Фабрикаторе и на mediawiki.org. |